# Heymann Motor Vehicle and Manufacturing Company
Heymann Motor Vehicle and Manufacturing Company war ein US-amerikanischer Hersteller von Automobilen.

## Unternehmensgeschichte
Das Unternehmen wurde im Sommer 1898 in Melrose in Massachusetts gegründet. R. M. Fogg war Präsident und C. H. Pratt Schatzmeister. Außerdem waren die Elektroingenieure Edward und F. W. Heymann beteiligt. Sie begannen mit der Produktion von Automobilen. Der Markenname lautete Heymann. Bis zum Ende des Jahres sollen sich schon 50 Fahrzeuge in der Produktion befunden haben. Nach 1900 wurde es ruhig. 1904 wurde erneut ein Fahrzeug angekündigt und letztmals 1907 auf der Boston Automobile Show präsentiert. Danach wurde das Unternehmen aufgelöst.

## Fahrzeuge
Ab 1898 wurde ein kleines Fahrzeug angeboten. Es hatte einen wassergekühlten Dreizylinder-Viertaktmotor, der 6 PS leistete. Das Fahrgestell hatte 142 cm Radstand. Aufbau war ein Stanhope mit zwei Sitzen. Das Fahrzeug hatte Holzfelgen und Vollgummireifen. Gelenkt wurde mit einem Lenkhebel. Dieses Modell stand bis 1903 im Angebot.
1904 folgte ein Fahrzeug mit einem Fünfzylinder-Umlaufmotor. Er leistete 40 PS. Der Radstand betrug 259 cm. Das Fahrzeug war als Tourenwagen karosseriert. Der Neupreis betrug 4000 US-Dollar. Möglicherweise entstanden nur ein oder zwei Prototypen.